# Faora
Faora es una supervillana ficticia que aparece en los cómics estadounidenses publicados por DC Comics, comúnmente en asociación con Superman. Todos ellos tienen alguna conexión con el planeta natal de Superman, Krypton. El personaje fue creado por Cary Bates y Curt Swan, y apareció por primera vez en Action Comics, número 471 (mayo de 1977). Faora es una aliada y veces la esposa o amante del némesis kryptoniano de Superman, el General Zod.
La supervillana aparece en la serie de televisión Smallville, interpretada por Erica Durance y Sharon Taylor. Faora hizo su debut cinematográfico en la película de DC Extended Universe El hombre de acero (2013) y The Flash (2023), interpretada por Antje Traue.

## Historial de publicaciones
Faora apareció por primera vez en Action Comics, número 471 (mayo de 1977) y fue creada por Cary Bates y Curt Swan.

## Biografía ficticia

### Pre Crisis
La primera Faora, Faora Hu-Ul, se introdujo en Action Comics, número 471. Era una hermosa mujer kryptoniana, cuyo inexplicable odio a los hombres la llevó a torturar y matar a 23 de ellos en un campo de concentración secreto en su casa. Por ello, fue encarcelada en la Zona Fantasma, donde debía cumplir una sentencia de 300 años kryptonianos, el segundo período más largo después de Jax-Ur. Esto le permitió sobrevivir a la destrucción de su mundo natal, junto con los otros prisioneros de la Zona Fantasma, aunque en una forma fantasmal invisible. Mientras estaba encarcelada en la Zona Fantasma, a menudo se la representaba conspirando contra Superman con el General Zod y Jax-Ur. Su odio hacia los hombres no se limitaba a los kryptonianos, como lo demostró en el asesinato sin sentido de un joven francés que se sintió atraído por su belleza.
Faora era una experta en el arte marcial kryptoniano de Horo-Kanu, que utilizaba los puntos de presión en el cuerpo kryptoniano. Esto la convirtió en una enemiga extremadamente peligrosa para que Superman se enfrentara en un combate cuerpo a cuerpo del que se vio obligado a huir en su primer encuentro. Durante una de sus primeras apariciones, Faora podría manifestar algún tipo de "relámpago mental" para atacar físicamente a otros kryptonianos, pero no exhibió este poder adicional durante apariciones posteriores.

### Post Crisis

#### Universo de bolsillo
Después de la Crisis on Infinite Earths, otra Faora (rebautizada Zaora) apareció en el universo de bolsillo creado por el Señor del Tiempo, junto con el General Zod y Quex-Ul. Los tres engañaron a Lex Luthor del universo de bolsillo para que los liberara de la Zona Fantasma. Después de que la población de la Tierra de Bolsillo continuara resistiendo su conquista, los tres villanos destruyeron la atmósfera, matando a casi toda la vida. Superman los derrotó al despojar permanentemente a los tres de sus superpoderes con kryptonita dorada. Luego los ejecutó con kryptonita en castigo por sus crímenes, y para proteger la Tierra real después de que amenazaron con recuperar de alguna manera sus poderes y destruirla también. Zaora le suplicó a Superman por su vida, ofreciéndole "todo tipo de favores", antes de sucumbir a la kryptonita.

#### Entidad de la Zona Fantasma
En la miniserie de Eradicator, otro constructo de Kem-L presionó al Erradicador para que aceptara su programación. Este artefacto, que estaba atrapado en la Zona Fantasma, afirmaba llamarse Faora, en honor a la abuela de Kem-L, y ser el depósito definitivo de la mitología kryptoniana. Sin embargo, no está claro cuánto de esto es cierto.
El Erradicador rechazó a Faora, "descargando" todos los aspectos de la programación de Kem-L que contradecían la moral del Dr. David Conner en el programa de Faora. Sin que él lo supiera, esto le dio una forma nueva y monstruosa y la capacidad de abandonar la Zona, y apuntó a la familia de Conner. El Erradicador lo destruyó, no sin antes matar a la esposa de Conner.

#### Pokolistanian
Otra Faora se introdujo como una de las ayudantes del General Zod del país imaginario de Pokolistan. Este personaje, que debutó en Action Comics, número 779 (julio 2001), era una huérfana metahumana. Faora tenía la capacidad de alterar enlaces moleculares. Ella fue la creadora del virus Mutagï, que fue la piedra angular del plan de Zod. Su paradero tras la derrota del general se desconoce.

#### Retorno a Krypton
En una historia de 2001-2002, Superman y Lois Lane visitan una versión de Krypton que luego se revela que fue creada por el villano Brainiac 13 y que se basa en el período favorito de Jor-El en la historia de Krypton. En este Krypton, Lois y Clark se convierten en fugitivos y son perseguidos por Faora y Kru-El, cazadores de hombres ligados románticamente conocidos como Los Sabuesos de Zod. Esta versión de Faora, que se hace llamar la Tigresa de Zod, regresa más tarde como aliada de Jor-El. Ella y Kru-El mueren en una lucha contra los fanáticos religiosos kryptonianos.

## Poderes y habilidades
Como todos los kryptonianos, Faora posee habilidades sobrehumanas derivadas de la radiación solar amarilla del sol del sistema solar de la Tierra. Sus habilidades básicas son fuerza, velocidad y resistencia sobrehumana, suficiente para doblar acero con sus propias manos, dominar una locomotora, saltar sobre un edificio alto y escapar de una bala a toda velocidad. Posee sentidos mejorados del oído y la vista, incluida la visión de rayos X, así como la visión telescópica y microscópica; invulnerabilidad virtual, curación acelerada, longevidad, poderoso aliento helado, visión de calor, y vuelo.

## Otras versiones
En la continuidad de DC Bombshells, Faora lideró un golpe de Estado en Krypton durante sus últimos días que consistió en ella, Lara Lor-Van y Alura In-Ze, quienes no eran considerados lo suficientemente "limpios" por los kryptonianos para la fertilidad. Los tres concibieron una hija que creían que sería la más fuerte de Krypton, ya que tenía un equilibrio de genes kryptonianos "limpios" e "inmundos". Cuando Lara y Alura descubrieron que Faora estaba dispuesta a matar para lograr su visión, la desterraron a la Zona Fantasma. Viaja a la Tierra, donde espera décadas a que la cápsula de escape del bebé se estrelle contra el planeta. Cuando ésta aterriza en Rusia, la niña es adoptada por los Starikov y la llaman Kara. Faora toma muestras de la sangre de Kara de la cápsula, lo que le permite a su aliado científico Hugo Strange, crear clones de Kara, a quien posteriormente se le conocería con el nombre de Power Girl. Faora también se alió con otros villanos que querían apoderarse del mundo como Paula von Gunther, La Hija del Joker y Killer Frost. Ella monitorea el progreso de Kara en el ejército soviético bajo el disfraz del general Khulun. Posteriormente invita a la niña a unírsele para conquistar el mundo, pero se niega porque considera que los métodos de Faora no son mejores que los de Krypton moribundo. Cuando la hija de Trigon, Raven, se transforma brevemente en un ser demoníaco inestable, después de la muerte de su padre, Faora toma un poco de sangre de Raven y se inyecta con ella, transformándose en la versión de Doomsday de esta dimensión. Los héroes la detienen atrapándola dentro de Swamp Thing y lanzando un hechizo que requirió el sacrificio de los padres adoptivos de Kara y el padre de Stargirl.

## En otros medios

### Televisión
- Faora apareció en el episodio animado de Superman de 1988 "El Cazador" con la voz de Ginny McSwain, junto al General Zod y Ursa como prisionera de la Zona Fantasma y ayudó al General Zod a crear The Hunter (una criatura que puede transmutarse en cualquier sustancia que toque).
- Una villana kryptoniana llamada Mala (con la voz de Leslie Easterbrook y Sarah Douglas) aparece en tres episodios de Superman: la serie animada; su personaje parece ser una mezcla de Faora y Ursa, la antagonista femenina de la película de acción real Superman II. Ella es la segunda al mando (y posible amante) del Gran General Jax-Ur, y es exiliada a la Zona Fantasma por su complicidad en el intento de golpe de estado de Jax-Ur contra el gobierno de Krypton. Creyendo que ella ha cumplido su sentencia original, Superman la libera y la recluta como aliada en su lucha contra el crimen, pero rápidamente demuestra ser demasiado brutal e impaciente con sus métodos, libera a Jax-Ur y se une a su intento de hacerse cargo de la Tierra.
- En la serie de televisión animada Legión de Súper-Héroes, la versión anterior a la Crisis de Faora se puede ver en un cameo en el episodio "Fantasmas" como uno de los muchos villanos de la Zona Fantasma que ataca a los miembros de la Legión cuando estaban atrapados temporalmente allí.
- Faora hizo su debut de acción en vivo en Smallville, interpretada por Sharon Taylor y Erica Durance (poseyendo a Lois Lane). En el episodio de la octava temporada "Bloodline", Faora escapa de la Zona Fantasma en su forma inmaterial y posee a Lois Lane. Faora / Lois les revela a Chloe Sullivan (Allison Mack) y Davis Bloome (Sam Witwer) que ella es la esposa del General Zod y que Davis es el hijo genéticamente modificado de Zod y Faora (la encarnación de Doomsday en Smallville). Después de una pelea con Clark Kent (Tom Welling), Kara Kent (Laura Vandervoort) quita el espíritu de Faora del cuerpo de Lois. Faora se convierte en un personaje recurrente en la novena temporada. Tess Mercer (Cassidy Freeman), en posesión del Orbe, libera los duplicados de Kandor, incluido un clon más joven de Faora. Faora es un soldado leal y amante del Mayor Zod (Callum Blue). El episodio "Pandora" muestra un futuro alternativo donde Faora gana sus habilidades kryptonianas a través de la torre solar de Zod y sirve a éste con la Marca de Zod en su pecho. El episodio "Conspiracy" revela que Faora tiene una hermana menor, Vala (Crystal Lowe). En el episodio "Sacrificio", Amanda Waller (Pam Grier) toma a Faora y Vala de los kandorianos. Faora se ofrece a trabajar con Checkmate cuando Zod ataca. Zod estrangula a Faora, y se da cuenta demasiado tarde de que está embarazada de su bebé. En el final de temporada "Salvation", Faora es vengada por Clark y los kandorianos una vez que sale a la luz el engaño de Zod.
- Faora apareció en el episodio "SuperRabbit" de The Looney Tunes Show, con la voz de Sonya Walger.
- Faora aparece en el episodio de Justice League Action, "Field Trip", con la voz de Fryda Wolff. Mientras Superman le da a Blue Beetle, Firestorm y Stargirl un recorrido por la Fortaleza de la Soledad y se les muestra el Proyector de la Zona Fantasma, el General Zod, Faora y Quex-Ul son liberados y Superman es enviado accidentalmente a la Zona Fantasma. Bajo el sol amarillo, el General Zod y sus dos seguidores obtienen superpoderes y terminan en una pelea con Blue Beetle, Firestorm y Stargirl. Mientras Blue Beetle y Stargirl mantienen a raya a los villanos kryptonianos, Firestorm utiliza la guía de Martin Stein para aprender a transmutar cualquier cosa en kryptonita. Probando en el hielo, Firestorm lo transmuta en Kryptonita Verde que debilita al General Zod y sus dos seguidores. Después, Superman es liberado de la Zona Fantasma y el General Zod y sus seguidores son arrojados a la Zona Fantasma.

### Película
- En las películas Superman y Superman II, la villana kryptoniana Ursa se basa en Faora.[16] Ella odia a todos los hombres, excepto a Zod. Ella lucha contra Superman junto al General Zod y Non.
- En el largometraje de 2013, El hombre de acero, la actriz Antje Traue interpreta a la subcomandante Faora-Ul. En la película, ella es la teniente de Zod y es sentenciada a 300 ciclos en la Zona Fantasma junto con Zod y sus fuerzas. Después de la destrucción de Krypton, Faora y los otros prisioneros son liberados de la Zona Fantasma y buscan a Kal-El y el Codex, un dispositivo que contiene el código genético de todos los futuros kryptonianos, que pudieron escapar de la destrucción del planeta debido a los ataques de Jor-El por sus acciones de última hora. Después de encontrarlo en la Tierra, Faora es responsable de llevar a Kal-El y Lois Lane a bordo de la nave de Zod después de que Zod altere el trato con el ejército de los EE. UU. Ella estuvo presente cuando Zod le explica a Superman sobre Krypton y sus colonias fallidas. Después de que Superman y Lois Lane escapan, Faora y otro poderoso gruñido kryptoniano llamado Nam-Ek se enfrentan a Kal-El y al Ejército de los Estados Unidos en Smallville, pero son derrotados cuando Kal-El logra romper su casco. Después de que Zod comienza a terraformar la Tierra con un motor mundial recuperado de una colonia kryptoniana que visitaron antes de llegar a la Tierra, Faora y todos los demás kryptonianos (excepto Zod) son enviados de regreso a la Zona Fantasma. Como en los cómics, Faora es una gran amenaza para Kal-El en el combate cuerpo a cuerpo, y al principio lo supera fácilmente. Kal-El es capaz de defenderse de ella y Nam-Ek, ya que los dos kryptonianos aún no han alcanzado la visión de calor y el vuelo y él es más fuerte que ellos debido a su exposición más prolongada a la radiación solar. Faora es sacada de la pelea cuando el Coronel Hardy estrella el avión en el que se encuentran contra la nave de Zod, enviándolos de regreso a la Zona Fantasma. Gal Gadot, quien interpreta a Wonder Woman en Batman v Superman: Dawn of Justice, reveló en una entrevista que le ofrecieron el papel de Faora en la película, pero lo rechazó debido a su embarazo en ese momento.[17]
  - Traue volverá a interpretar a Faora en la película The Flash, de nuevo junto a Michael Shannon, quien también repetirá su rol del General Zod.[18] Después de que Barry Allen crea accidentalmente la línea de tiempo "Flashpoint" mientras evita la muerte de su madre, la Espada de Rao busca a Kara Zor-El para el Codex. Después de que la matan con éxito, Allen y su contraparte de Flashpoint viajan repetidamente en el tiempo en intentos fallidos de salvar a Kara, lo que lleva al Flashpoint Allen a matar a Faora con ira.

### Videojuegos
- La versión de El hombre de acero de Faora aparece a través de DLC como un personaje jugable en Lego Batman 3: Beyond Gotham.